# Egle acicularis
Egle acicularis är en tvåvingeart som beskrevs av Griffiths 2003. Egle acicularis ingår i släktet Egle och familjen blomsterflugor.
Artens utbredningsområde är Québec. Inga underarter finns listade i Catalogue of Life.